# Verdosa (manzana)
Verdosa es el nombre de una variedad cultivar de manzano (Malus domestica). Esta manzana está cultivada en diversos viveros entre ellos algunos dedicados a conservación de árboles frutales en peligro de desaparición. Esta manzana es originaria del Principado de Asturias, donde tuvo su mejor época de cultivo comercial en la década de 1960, y actualmente en menor medida aún se encuentra.

## Sinónimos
- "Manzana Verdosa".[5][7][8]

## Historia
Asturias presenta unas condiciones de clima y de suelos excelentes para el cultivo del manzano. De hecho, hasta mediados del siglo XX Asturias era la mayor productora de manzana de toda la península ibérica. Sin embargo, esa situación cambió como consecuencia de la aparición de nuevas zonas de cultivo en el nordeste peninsular y, sobre todo, a que en Asturias no se concretaron canales de comercialización adecuados.
'Verdosa' es una variedad del Principado de Asturias. El cultivo del manzano en Asturias en superficies importantes se remonta a principios del siglo XX. Las plantaciones originales se realizaron con variedades indígenas ('Amandi', 'Carapanón', 'Chata Blanca', 'Reineta Caravia', 'Reineta Encarnada de Asturias' y otras), posteriormente se dio paso a otras variedades extranjeras como la 'Reineta de Canadá' que es la más cultivada actualmente en 2020.
'Verdosa' está considerada incluida en las variedades locales autóctonas muy antiguas, cuyo cultivo se centraba en comarcas muy definidas. Se caracterizaban por su buena adaptación a sus ecosistemas y podrían tener interés genético en virtud de su adaptación. Se encontraban diseminadas por todas las regiones fruteras españolas, aunque eran especialmente frecuentes en la España húmeda. Estas se podían clasificar en dos subgrupos: de mesa y de sidra (aunque algunas tenían aptitud mixta).
'Verdosa' es una variedad clasificada como de mesa, difundido su cultivo en el pasado por los viveros comerciales y cuyo cultivo en la actualidad se ha reducido a huertos familiares y jardines privados.

## Características
El manzano de la variedad 'Verdosa' tiene un vigor Medio; florece a inicios de mayo; tubo del cáliz estrecho y cónico alargado, y con los estambres cortos, insertos en su mitad.
La variedad de manzana 'Verdosa' tiene un fruto de tamaño grande; forma variada, tronco cónica, oval o casi cilíndrica, y con contorno marcando leve acostillado; piel fuerte, poco brillante; con color de fondo amarillo verdoso a amarillo oro, sobre color débil, siendo el color del sobre color lavado rosa, importancia del sobre color escaso, siendo su reparto en chapa, con chapa ausente o muy levemente iniciada, acusa punteado abundante, vistoso, a veces en su ápice con rayado circular, y con una sensibilidad al "russeting" (pardeamiento áspero superficial que presentan algunas variedades) muy débil; pedúnculo corto, y medianamente fino, levemente curvado, leñoso, rojizo, ligeramente ensanchado en su extremo, anchura de la cavidad peduncular estrecha, profundidad de la cavidad pedúncular de profundidad poco profunda o superficial, casi siempre en el fondo leve arrugado, con chapa en el fondo de leve o extensa ruginosidad de color canela, borde globoso y suavemente ondulado, y con importancia del "russeting" en cavidad peduncular media; anchura de la cavidad calicina estrecha, profundidad de la cav. calicina poco profunda o superficial, casi siempre en el fondo leve arrugado, con chapa en el fondo de leve o extensa y ruginosidad de color oscuro, con importancia del "russeting" en cavidad calicina media; ojo pequeño o medio, cerrado o entreabierto; sépalos compactos en su base, triangulares, con puntas agudas y vueltas hacia fuera o bien entrecruzadas.
Carne de color blanco crema; textura crujiente; sabor característico de la variedad, levemente acidulado; corazón grande, desplazado hacia el pedúnculo, bulbiforme. Eje abierto. Celdas alargadas con rayado lanoso. Semillas más bien variadas de tamaño y forma, con fibras lanosas pegadas.
La manzana 'Verdosa' tiene una época de maduración y recolección muy tardía en el invierno, se recolecta desde mediados de mediados de noviembre, madura durante el invierno aguanta varios meses más. Tiene uso mixto pues se usa como manzana de mesa fresca, y también como manzana para elaboración de sidra.